# Gunjhalli, Raichur
Gunjhalli là một làng thuộc tehsil Raichur, huyện Raichur, bang Karnataka, Ấn Độ.